# The Nameless
The Nameless – singel numetalowej grupy Slipknot. Pochodzi on z wydanego w 2004 albumu Vol. 3: (The Subliminal Verses). Do utworu został realizowany teledysk w reżyserii Shawna Crahana

## Lista utworów
Wersja na rynek WB oraz USA
1. "The Nameless" (Edit 1) – 3:44
2. "The Nameless" (Edit 2) – 4:01

Wersja japońska
1. "Prosthetics (live)" – 5:30
2. "The Nameless" – 4:28
3. "Wait and Bleed (Metalcore Mix)" – 2:59
4. "Before I Forget (Molt-Injected Mix)" – 4:12